# Фикер, Адольф
Адольф Фикер (13 июня 1816, Оломоуц — 12 марта 1880, Вена) — австрийский учёный-статистик, преподаватель.

## Биография
Адольф Фикер получил высшее образование в Вене, в 1840—1853 годах преподавал в лицее в Любляне, затем в университете города Оломоуца и в гимназии в Черновцах. В 1853 году был назначен секретарём административного управления статистических данных в Вене, а в 1864 году возглавил его. Представлял правительство Австрийской империи и затем Австро-Венгрии на международных статистических конференциях в Берлине (1863), Гааге (1869), Санкт-Петербурге (1872) и Пеште (1876). С 1870 года был также секретарём по вопросам статистики гимназий и реальных училищ в Министерстве образования и тогда же был избран академиком. С 1873 года был президентом статистической центральной комиссии. В 1875 году основал издание Wiener Statistische Monatsschrift.
Наиболее известные работы: «Darstellung der Landwirtschaft und Montanindustrie der Bukowina» (Bена, 1854); «Die Bevölkerung der österreichischen Monarchie» (Гота, 1860); «Die Bevölkerung Böhmens» (Вена, 1864); «Völkerstämme der österreichisch-ungarischen Monarchie» (1869); «Geschichte, Organisation und Statistik des oesterreichischen Unterrichtswesen» (1871); «Jahresberichte des Unterrichtsministeriums für 1870—72» (1871—1872).